# 埃门特劳特
埃门特劳特（Ermentraut）是一个德语姓氏。该姓氏源于一个日耳曼语阴性名字。在日耳曼语言姓氏中，从阴性名字演化为姓氏的情况不常见。这个姓氏在美国的历史可以追溯至1739年。